# Itaballia marana
Itaballia marana är en fjärilsart som först beskrevs av Doubleday 1844.  Itaballia marana ingår i släktet Itaballia och familjen vitfjärilar. Inga underarter finns listade i Catalogue of Life.

## Bildgalleri

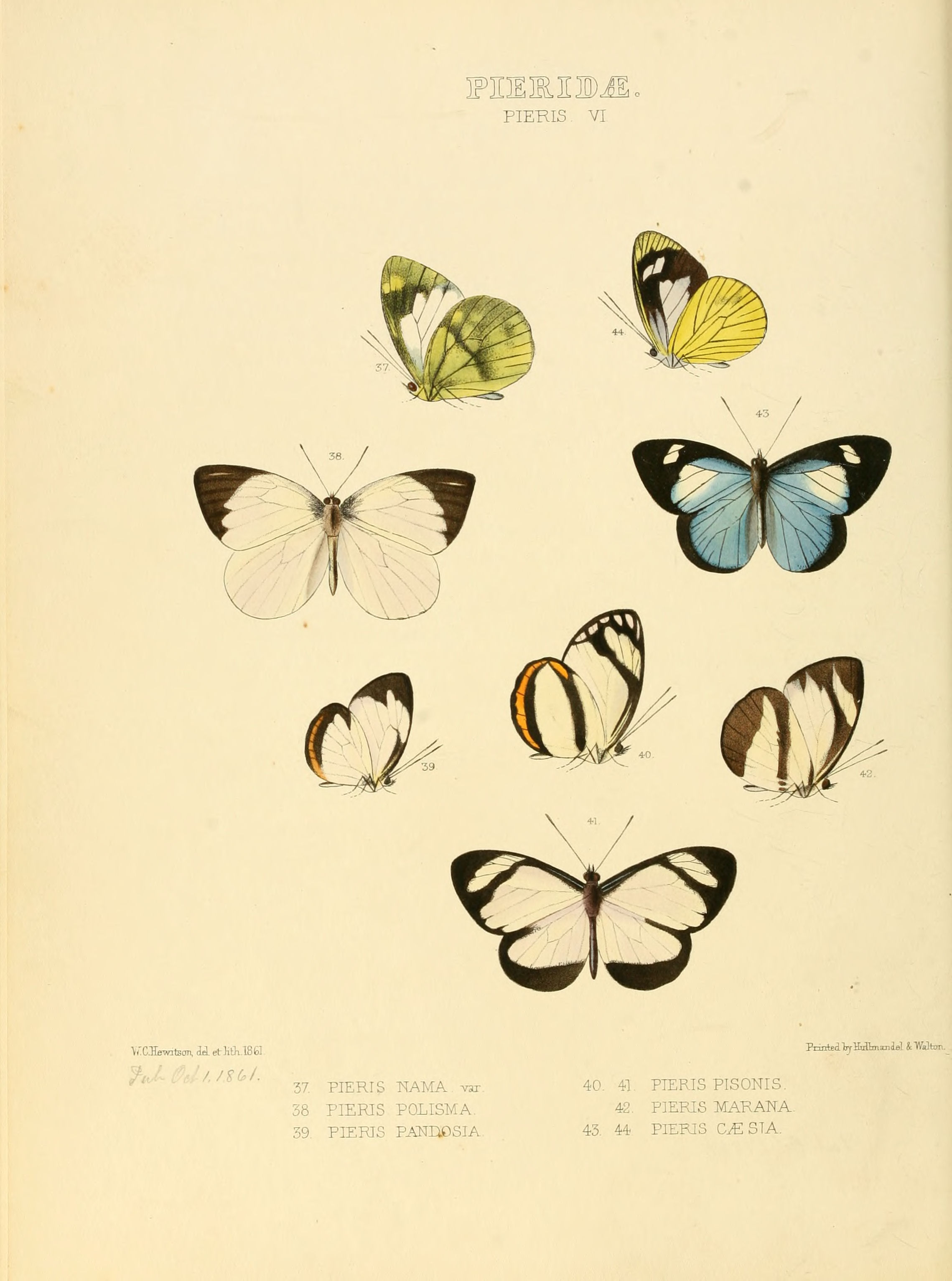